# كراش بانديكوت بيربل: ربتوس رامباج آند سبيرو أورانج: ذا كورتيكس كونسبيرسي
كراش بانديكوت بيربل: ربتوس رامباج وسبيرو أورانج: ذا كورتيكس كونسبيرسي (بالإنجليزية: Crash Bandicoot Purple: Ripto's Rampage and Spyro Orange: The Cortex Conspiracy) لعبة فيديو لجيم بوي أدفانس تم تطويرها من قبل شركة فكيريوس فيجينز وشركة يونيفيرسال إنتراكتيف وتم نشرها من قبل شركة فيفندي جيمز أول مره في 9 ديسمبر 2004 في اليابان واللعبة عبارة عن مغامرات كراش بانديكوت وسبايرو.
بالنسبة لكلا السلسلتين، الألعاب هي الدفعة الرابعة التي تم تصميمها لجهاز غيم بوي المتطور. تم تصميم تقاطع الأحداث بين اللعبتين بعد أحداث الأجزاء السابقة من اللعبتين على منصة غيم بوي. تتمحور قصة الألعاب حول مؤامرة لإحداث الفوضى من قبل الخصمين الرئيسيين دكتور نيو كورتيكس وريبتو، اللذان اتحدا سويًا مؤخرًا. يجب على أبطال القصة، كراش بانديكوت والتنين سبايرو، أن يتعاونا ويهزما دكتور كورتيكس وريبتو بالإضافة إلى أتباعهم المعدلين وراثيًا.

## القصة
يتحد الدكتور نيو كورتيكس وريبتو للقضاء على خصومهم كراش بانديكوت وسبايرو ذا دراجون من خلال التعديل الجيني على اتباع ريبتو مما يظهرهم في هيئة كراش وسبايرو ، دفع ذلك البطلين إلى الاعتقاد بأنهما ضد بعضهما البعض.
يتم تنبيه كراش وسبايرو بحدوث مشكلة في عالميهما ويتم إرسالهما للتخلص من اتباع ريبتو المقنعين، ويلتقي كل من كراش و سبايرو في النهاية بين غابة ومبا و قصور التنانين ، ويؤمن كل منهما بأن الآخر هو يبتو مقنع. ولكن سرعان مايكتشفان بأنه قد تم خداعهما من قبل الدكتور نيو كورتيكس وريبتو لقتال بعضهما البعض مما دعاهم للتحالف ضد اعدائهم.
أدى نجاح سبايرو كراش الأخير إلى جدال بين كورتيكس وريبتو لذا قررا إرسال ابنة أخت كورتيكس، نينا كورتيكس، إلى جبل النار حيث اختطفت كوكو والبروفيسور. يقوم بلينك بإبلاغ كراش و سبايرو بعملية الاختطاف. عندما يواجه الثنائي نينا، يشتت كراش انتباه نينا ويجعلها تطارده حتى يتمكن سبايرو من تحرير كوكو والبروفيسور دون أن يلاحظهما أحد. نجح هذا حيث أصبحت كوكو والبروفيسور أحرارًا بينما كانت نينا محاصرة في قفص. عندها شعر البروفيسور بخيبة أمل لأن عملهم في تعقب كورتيكس ريبتو قد تم تدميره، لذا خطرت لـ كوكو فكرة: إذا تمكن كراش سبايرو من وضع جهاز تعقب على كورتيكس وريبتو، فسوف يتعقبانهما إلى مقرهما الرئيسي، لذلك ينقسم الثنائي ويذهبان كل منهما إلى موطن الآخر وبهذه الطريقة لن يشك عدوهم في أي شيء. نجح سبايرو فقط في وضع أداة التعقب على كورتيكس. يصل كراش وسبايرو إلى مقرهم الرئيسي في الفضاء الخارجي المسمى ب تيك بارك. كفريق واحد، ينجحان كراش وسبايرو في هزيمة كل من كورتيس وريبتو بشكل نهائي.